# Хавки
Хавките (Cauchi; Chauken) са германско племе, което населявало територията между Фризия и Елба.
Тези от западния бряг се наричат на лат. chauci minores, от източния: chauci maiores.
Тацит казва, че са от групата на ингевоните (ingaevonen).
На римляните са известни от 12 пр.н.е. чрез Нерон Клавдий Друз и попадат под римско влияние 4 - 5 г. при германския поход на Тиберий. През 15 г. са в списъка на федератите, след като дават съгласието си на Германик да дават помощни войски.